# Coldharbour Lane
Coldharbour Lane je ulice v jižním Londýně, která spojuje čtvrtě Camberwell a Brixton. Křižovatka ulic Denmark Hill a Coldharbour Lane tvoří hranici mezi londýnskými městskými obvody Lambeth a Southwark. Celkem je ulice dlouhá cca 2,5 km a nachází se v ní směs obytných a obchodních budov. Především část nacházející se v Brixtonu, v blízkosti trhu, je plná obchodů, barů a restaurací.

## Zajímavosti
- Bývalý britský ministerský předseda John Major tu strávil svoje dětství. Svou kariéru začal právě jako komunální politik městské rady v Lambeth a v roce 1990 se stal britským premiérem.